# Hugo de Bonnevaux
Hugo de Bonnevaux (Châteauneuf-sur-Isère, c. 1120 - Abadía de Bonnevaux, 1194) fue abad del monasterio de Bonnevaux.  Su culto como santo fue confirmado por el papa Pío X en 1903, celebrado el 1 de abril.

## Biografía
Hugo era hijo de Raimondo, señor de Châteauneuf, y sobrino de Hugo, obispo de Grenoble. Después de comenzar su carrera eclesiástica, ingresó al clero de la archidiócesis de Lyon, pero pronto abrazó la vida religiosa entre los cistercienses de la abadía de Notre-Dame du Miroir. Alrededor de 1142 se mudó al monasterio de Léoncel, donde su pariente Burnone era abad, y en 1162 fue elegido abad: recibió la bendición de la abadía en Montpellier por el papa Alejandro III.
En 1166 se convirtió en abad de la Abadía de Bonnevaux, quien ya era madre de cinco filonias cistercienses y, bajo su gobierno, fundó otros tres monasterios (Ulmet, Valbenoîte y Valcroissant).
Trabajó para componer el cisma que rompió el catolicismo después de la muerte del papa Adriano IV: intervino varias veces con el emperador Federico I Barbarroja y el 24 de junio de 1177, en Venecia, fue testigo de la presentación del emperador al papa Alejandro III.

## Culto
Fue enterrado, contra la costumbre cisterciense, en la iglesia de la Abadía de Bonnevaux. En 1220, el abad de Císter, apoyado por el arzobispo de Vienne y sus sufragáneos, pidió formalmente al pontífice que ingresara a Hugo en el catálogo de los santos y el papa Honorio III, con la bula del 3 de diciembre de 1221, encargó a los obispos de Vienne y Grenoble que  realizó una investigación sobre la vida y los milagros de Hugo, pero la causa no tuvo éxito.
La tumba de Hugo, profanada por los protestantes en 1575, fue trasladada a una capilla en el bosque de Bonnevaux en 1743: la tumba fue encontrada en 1944 y la capilla, reconstruida, fue consagrada el 11 de septiembre de 1966.
El papa Pío X, con un decreto del 9 de diciembre de 1903, confirmó su culto con el título de santo.
Su elogio se puede leer en el martirologio romano el 1 de abril.
- Datos: Q3142700